# Real Cartagena
Real Cartagena é um clube de futebol colombiano da cidade de Cartagena das Índias, fundado em 1971.

### Nacionais
- Campeonato Colombiano da Segunda Divisão: 3 vezes (1993, 2004 e 2008).